# Nicolaus Aloysius Gallagher
Nicolaus Aloysius Gallagher (Temperanceville (Ohio), 19 de febrero de 1846 - Galveston, 21 de enero de 1918) fue un prelado católico estadounidense, ocupó varios cargos eclesiásticos en la diócesis de Columbus y finalmente se fue nombrado obispo de Galveston, cargo que ocupó hasta su muerte.

## Biografía
Nicolaus Aloysius Gallagher nació en la localidad de Temperanceville, en el condado de Belmont (Ohio-Estados Unidos), siendo el mayor de los once hijos de John y Mary Ann Gallagher. Recibió sus primeros estudios de manos del párroco de Coshocton, de quien aprendió inglés, gramática, latín y griego. En 1862 ingresó al Seminario Mount St. Mary's of West en Cincinnati, donde estudió filosofía y teología. Fue ordenado sacerdote por el obispo Sylvester Horton Rosecrans, de la diócesis de Columbus, el 25 de diciembre de 1868.
Gallagher desempeñó los siguientes cargos eclesiásticos: párroco de la iglesia de San Patricio en Columbus (1868-1871), presidente del Seminario de San Aloysius (1871-1876), nuevamente párroco de San Patricio (1876-1878), administrador diócesis de Columbus (1878-1880), vicario general de la diócesis (1880-1882) y administrador de la diócesis de Galveston (1881-1882).
El 10 de enero de 1882, Gallagher fue nombrado obispo coadjutor de Galveston y obispo titular de Canopus por el papa León XIII. Fue consagrado el 30 de abril de ese mismo año, de manos de Edward Fitzgerald, obispo de Little Rock, en la catedral de Santa María de Galveston (Texas). Durante este periodo, Gallagher abrió la primera escuela católica para niños afroamericanos en Texas (1886). A la muerte del obispo Claude Marie Dubuis, Gallagher fue nombrado su sucesor en la sede de Galveston, el 16 de diciembre de 1892.
Durante su episcopado, Gallagher apoyó el ingreso de varias sociedades e institutos de vida consagrada en la diócesis, tales como las Hermanas de la Caridad del Verbo Encarnado, a la Compañía de Jesús (jesuitas), la Congregación de San Basilio (basilianos), la Sociedad de sacerdotes misioneros de San Pablo Apóstol (paulistas), las Dominicas de la Congregación del Sagrado Corazón, entre otros. Estableció el seminario de Santa María de La Porte (1901) y la correccional del Buen Pastor, para niñas delincuentes, en Houston (1914), erigió parroquias para inmigrantes mexicanos y afrodescientes y reconstruyó todas las instituciones católicas destruidas por el huracán de 1900. El obispo murió 21 de enero de 1918 y fue sepultado en la catedral de Santa María.